# William Miller (Schauspieler, 1996)
William Finn Miller (* 8. Juni 1996 in London Borough of Hackney, England) ist ein britischer Schauspieler und Fußballspieler. Er wurde durch die Oliver-Twist-Verfilmung aus dem Jahre 2007 bekannt.

## Leben
William Miller ist der Sohn von Sam Miller und Janine Wood. Seinen ersten Auftritt hatte er in dem Film Die letzten Tage von Krakatau als Pieter Beijerinck im Jahr 2006. Der Regisseur dieses Filmes war sein Vater Sam Miller. Seine Mutter Janine Wood, eine Schauspielerin, war auch in diesem Film als Catharina Schuit zu sehen. Bekanntheit erlangte Miller mit dem Film Oliver Twist, einer BBC-Produktion aus dem Jahr 2007. Im Casting musste er sich gegen 700 Bewerber durchsetzen. In einem Video sagte Miller, dass Oliver Twist die größte Rolle sei, die ein Kinderschauspieler gewinnen kann. Im Jahr 2009 spielte er die Figur Sean im Film Runaway und im Jahr 2010 übernahm er die Rolle des jungen Kevin im Film The Kid. Die letzten Tage von Krakatau, Oliver Twist, Runaway und The Kid waren BBC-Produktionen.
Neben dem Schauspiel war Miller als Fußballspieler tätig. Er spielte dabei zwischen 2016 und 2019 für Tottenham Hotspur und Burton Albion (25 Spiele, ein Tor). Im April 2020 gab er seine Fußballerkarriere auf um als Filmemacher und Musiker zu arbeiten.

## Filmografie
- 2006: Die letzten Tage von Krakatau (Krakatoa: The Last Days)
- 2007: Oliver Twist
- 2009: Runaway
- 2010: The Kid